# Ивановка 1-я (Воронежская область)
Ивановка 1-я — село в Панинском районе Воронежской области. Административный центр Ивановского сельского поселения.

## География
Находится в центральной части поселения на границе с Новоусманским районом. На территории села расположен пруд, вдоль которого оно расположено. 

### Улицы
- ул. Заречная
- ул. Молодежная
- пр. Революции

## История
Село образовано в начале XVIII века и было показано на карте межевания Воронежского уезда конца XVIII века. Ранее состояло из двух частей: 
1. Сельцо Ивановское 1-е (Хомяково, Толбозино, Нарышкино), расположенное при овраге Ястребце. В 1859 году в нём было 68 дворов, в которых проживало 462 человека. В 1900 году в селе было 523 жителя, 71 двор, общественное здание, учебное заведение. Три ветряных мельницы, винная лавка.
2. Владельческое сельцо Ивановка 2-я (Кондрашовка, бывшее владельческое сельцо Кондратьева), расположенная при овраге Калягине). В 1900 году в нём проживали 59 человек в девяти дворах, было одно общественное здание.

## Население
| 2000 | 2005 | 2010 |
| ---- | ---- | ---- |
| 426  | ↘377 | ↘301 |